# Mirów Stary
Mirów Stary – wieś w Polsce położona w województwie mazowieckim, w powiecie szydłowieckim, w gminie Mirów.
Mirów Stary jest siedzibą gminy Mirów oraz rzymskokatolickiej parafii Matki Boskiej Częstochowskiej.
W latach 1954–1972 wieś należała i była siedzibą władz gromady Mirów. W latach 1975–1998 miejscowość administracyjnie należała do województwa radomskiego.